# Alice de Antioquia
Alice de Antioquia ou Alice de Jerusalém (ou Haalis, Halis, Adelicia) (Edessa, 1110 –
Lataquia, após 1136) foi princesa de Antioquia através do seu casamento com o príncipe Boemundo II. Era a segunda filha do rei Balduíno II de Jerusalém com Morfia de Melitene. As suas irmãs foram a rainha Melisende de Jerusalém, a condessa Hodierna de Trípoli e a abadessa Ioveta da Betânia.

## Biografia
Balduíno II tornara-se regente de Antioquia após a derrota do principado na batalha do Campo de Sangue em 1119. Em 1126, o jovem Boemundo II, filho de Boemundo I, o primeiro príncipe de Antioquia, chegou para reclamar a sua herança. Imediatamente depois de receber os seus domínios, este casou-se com Alice, provavelmente como resultado de negociações anteriores à sua chegada ao Levante.
Em 1130 Boemundo morreu em batalha com os turcos danismêndidas, e Balduíno voltou a Antioquia para assumir a regência, mas Alice desejava assumir o controlo do estado. Tentou aliar-se a Zengui, o atabei seljúcida de Moçul e Alepo, oferecendo a sua filha Constança em casamento a um príncipe muçulmano. Mas a caminho, o mensageiro que enviou foi aprisionado, torturado e executado. Alice recusou-se a deixar o pai entrar em Antioquia, mas alguns dos nobres do principado abriram os portões aos representantes de Jerusalém, Fulque V de Anjou (seu cunhado) e Joscelino I de Edessa.

Os estados cruzados no Levante em 1135

Inicialmente Alice fugiu para a cidadela, mas acabou por rogar clemência ao seu pai e a reconciliar-se com este. Foi exilada de Antioquia, mas foram-lhe concedidas Lataquia e Jabala, as cidades que lhe tinham sido dadas em dote pelo seu casamento com Boemundo.
Balduíno assumiu a regência de Antioquia em nome de Constança mas morreu em 1131, sendo sucedido em Jerusalém pela sua primogénita Melisende e por Fulque, o esposo desta. Com a morte do fiel Joscelino pouco depois, Alice mais uma vez tentou tomar o controlo de Antioquia. Quando os nobres deste principado pediram a ajuda de Fulque, Alice aliou-se aos governantes dos outros dois estados cruzados a norte, Pôncio de Trípoli e Joscelino II de Edessa. Apesar de ter sido especulado que Alice os subornara, o apoio destes soberanos provavelmente foi o resultado do temerem que o novo rei pretendesse impôr a suserania de Jerusalém sobre os seus domínios.
Pôncio não permitiu a passagem de Fulque pelo Condado de Trípoli, pelo que este foi forçado a viajar por mar. Os dois príncipes cristãos travaram então uma batalha em Rugia mas, quando eventualmente acordaram uma paz, Fulque reassumiu a regência de Antioquia, colocando o principado sob o controlo de Reinaldo Masoier.
A cerca de 1135, Alice tentou mais uma vez tomar o controlo de Antioquia, negociando com o Império Bizantino o casamento da sua filha Constança com Manuel Comneno. Mas alguns dos nobres do principado, que não desejavam esta aliança, convocaram secretamente Raimundo de Poitiers para se casar com a herdeira. O patriarca Rudolfo de Domfort convenceu Alice que Raimundo pretendia casar-se consigo, mas acabaria por celebrar o casamento deste nobre com Constança, ainda menor de idade. Humilhada, Alice saiu definitivamente de Antioquia. Morreu em Lataquia em data incerta, depois de 1136.